# Praia de Jauá

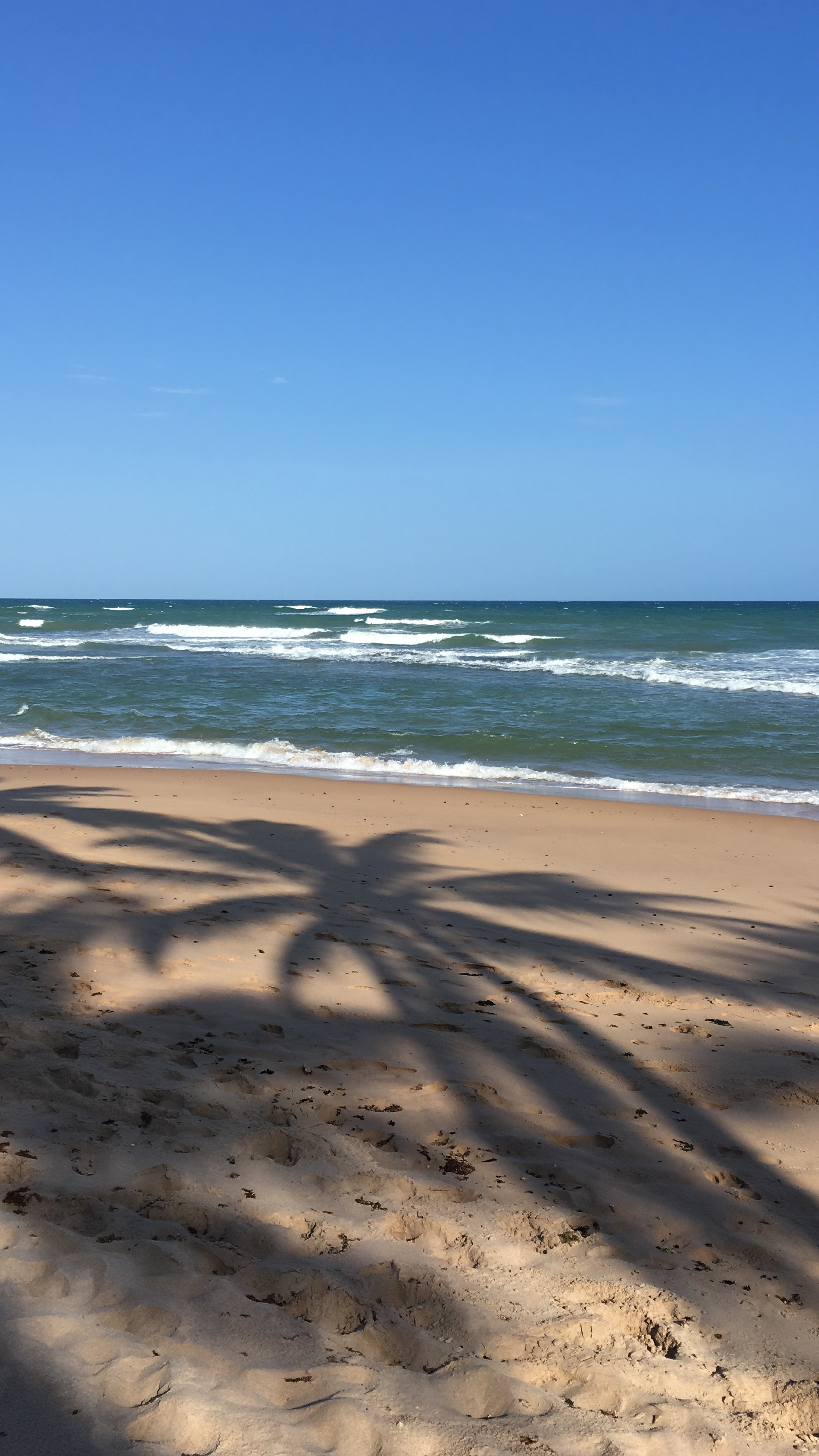
Vista da Praia de Jauá

Praia de Jauá é uma das praias brasileiras que compõe a denominada Costa de Camaçari, localizando-se na cidade de Camaçari, cidade da Região Metropolitana de Salvador, no estado da Bahia. Antes de ser descoberta, era uma vila de pescadores, até se tornar um local de turismo nos dias de hoje, dispondo em sua região de restaurantes, um calçadão pela orla marítima e dunas.